# Frontier Marshal
Frontier Marshal (bra A Lei da Fronteira) é um filme norte-americano de 1939, do gênero faroeste, dirigido por Allan Dwan e estrelado por Randolph Scott e Nancy Kelly.

## Sinopse
Wyatt Earp aceita o cargo de delegado federal de Tombstone e doma a turbulenta cidade, com exceção de Curly Bell e sua gangue. Quando seu amigo Doc Holliday é assassinado a mando de Curly, resta a Earp acertar as contas com os celerados no O. K. Corral.

## Elenco
| Ator/Atriz       | Personagem     |
| ---------------- | -------------- |
| Randolph Scott   | Wyatt Earp     |
| Nancy Kelly      | Sarah Allen    |
| Cesar Romero     | Doc Holliday   |
| Binnie Barnes    | Jerry          |
| John Carradine   | Ben Carter     |
| Edward Norris    | Dan Blackmore  |
| Eddie Foy Jr.    | Eddie Foy      |
| Ward Bond        | Xerife covarde |
| Lon Chaney Jr.   | Pringle        |
| Chris-Pin Martin | Pete           |
| Joe Sawyer       | Curly Bill     |
| Dell Henderson   | Dave Hall      |
| Harry Hayden     | Henderson      |
| Ventura Ybarra   | Pablo          |
| Charles Stevens  | Índio Charles  |